# Irene Dunne
Pour les articles homonymes, voir Dunne.
Irene Dunne est une actrice américaine, née le 20 décembre 1898 à Louisville, dans le Kentucky, et morte le 4 septembre 1990 à Los Angeles, en Californie.

## Biographie

### Les débuts d’une soprano
Irene Dunn est née le 20 décembre 1898 à Louisville. Son père, Joseph Dunn, est inspecteur de bateaux à vapeur pour le gouvernement américain et sa mère, Adelaide Henry, pianiste de concert et professeur de musique. Sous l’influence de sa mère, la jeune Irene est orientée dans le domaine artistique et particulièrement dans le chant où elle révèle des dons de soprano. Elle apparaît à cinq ans dans une production théâtrale à Louisville, Le Songe d’une nuit d’été, une pièce de William Shakespeare. La disparition de son père en 1909, conduit la famille (avec son jeune frère Charles) à s’installer à Madison en Indiana, chez ses grands-parents maternels,.
Elle poursuit son éducation musicale, cours de chant, leçons de piano tout en se produisant en public notamment dans un chœur d'Église épiscopal. Diplômée en 1916 à la Madison High School, elle obtient également un certificat par le Webster College qui lui permet d’enseigner dans la musique. Elle gagne par la suite un concours pour l’obtention d’une bourse qui lui permet d’étudier au Chicago Musical College pendant une année.
En 1920, elle va tenter sa chance à New York. Elle y rate une audition au Metropolitan Opera et ses rêves d'une carrière de cantatrice s’envolent.
Elle décide de se diriger vers la scène et après avoir ajouté un « e » à son nom, elle participe à une tournée théâtrale dans une comédie musicale, Irene. Puis elle débute à Broadway dans une autre comédie musicale The Clinging Vine.
Elle rencontre à une soirée son futur mari Francis Griffin, dentiste à New York. Elle l’épouse en 1928 et restera mariée avec lui jusqu’à sa mort en 1965. Ils adopteront une fille, Mary France (née Anna Mary Bush), en 1938. Après son mariage, elle songe à quitter le théâtre n’y ayant guère réussi.
Mais sa carrière est relancée en 1929, quand le producteur de revues théâtrales Florenz Ziegfeld lui propose d’interpréter, pour une tournée américaine, le rôle principal dans la comédie musicale Show Boat et c’est un succès.

### Une décennie prodigieuse

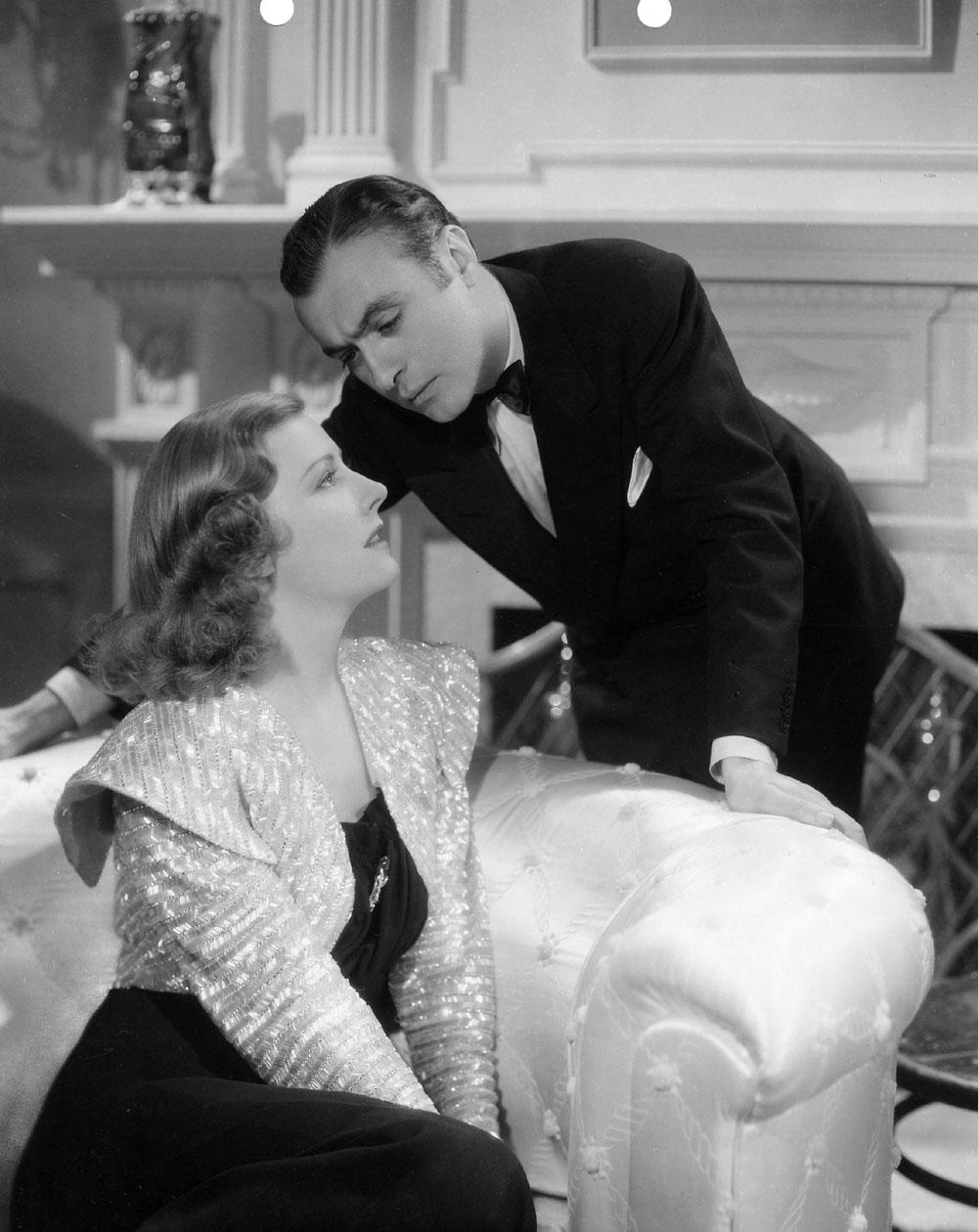
Irene Dunne et Charles Boyer dans Elle et lui (1939).

La RKO, nouvellement constituée, cherche à dénicher de nouveaux talents capables de s’adapter au parlant et la performance remarquée d’Irene Dunne dans Show Boat pousse le studio à lui signer un contrat.
En 1930, Irene Dunne tourne son premier film, Présentez armes, un musical vite oublié, mais dès son film suivant elle va être propulsée au rang de star. La Ruée vers l'Ouest (Cimarron) va bénéficier, par la RKO, d’un budget impressionnant de 1 700 000 dollars. Reconnu comme l'un des premiers grands westerns du parlant, le film est avant tout une saga épique retraçant la vie d’une famille sur plusieurs décennies et sur fond de reconstitutions spectaculaires. La Ruée vers l'Ouest obtient la consécration avec trois Oscars dont celui du meilleur film et quatre nominations dont une pour Irene Dunne.
Le critique de cinéma Jean-Loup Passek a écrit à propos d’Irene Dunne à ce moment de sa carrière : « Dès lors, sa silhouette élégante et fine, son visage net et un peu froid, parfois son jeu tendu vont lui permettre d’être la vedette de films de tous les genres. » Et l’un des genres qu’elle aborde en ce début de décennie de façon remarquable est le mélodrame. Bien que la RKO au début des années trente se spécialise dans le « mélodrame larmoyant », et que l’actrice tourne pour ce studio nombre de mélos : Consolation Marriage, L'Âme du ghetto, No Other Woman, The Silver Cord, Ann Vickers, This Man Is Mine... C’est pourtant aux studios Universal Pictures qu’Irene Dunne va tourner deux de ses plus grands films, Back Street et Le Secret magnifique réalisés tous deux par John M. Stahl, un grand maître du genre. Le style précis et sobre de Dunne va se refléter et s’accorder avec celui de Stahl,, pudique et sensible. Tirés de best-sellers, ces films font partie des plus beaux mélodrames américains et remportèrent un énorme succès. Ils tourneront de nouveau ensemble pour un troisième mélo tout aussi remarquable Veillée d’amour avec Charles Boyer comme partenaire masculin. À noter que ces trois films feront l’objet de remakes et particulièrement par Douglas Sirk.
Figure importante du « woman’s picture » des années trente, (Irene Dunne tourne également trois mélos avec John Cromwell, autre spécialiste du film de femmes) l’actrice retrouvera le genre tout au long de sa carrière.
À la fin de son engagement avec la RKO, Dunne ne signera plus de contrat de longue durée avec les studios de production et va mener sa carrière en indépendante entre la RKO, Universal, la Columbia Pictures et la Metro-Goldwyn-Mayer.

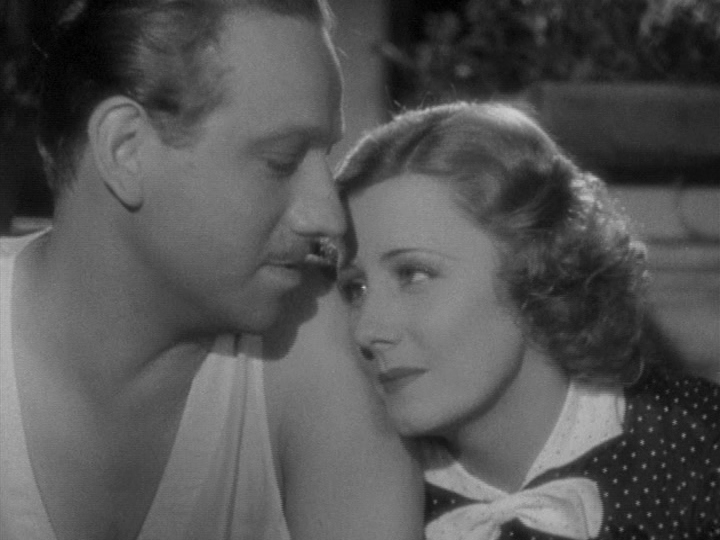
Melvyn Douglas et Irene Dunne dans Théodora devient folle (1936).

Irene Dunne qui n’avait pas encore véritablement exploité ses talents de soprano au cinéma va interpréter plusieurs personnages issus de l’univers des opérettes du compositeur Jerome Kern. Il va trouver en Irene Dunne l’interprète sensible et idéale de ses ballades. Elle chante sur les partitions musicales de Jerome Kern dans Un soir en scène, Roberta où elle est associée au couple vedette Astaire/Rogers et chante trois mélodies dont le fameux « Smoke Gets in Your Eyes », La Furie de l'or noir un western musical, Quelle joie de vivre et surtout elle retrouve le rôle de Magnolia, qui l’avait révélée au théâtre, dans le Show Boat de James Whale souvent considéré comme la meilleure des trois versions cinématographiques. Mais la faveur du public pour les voix d’opéra et l’opérette filmée va décliner et leur enthousiasme se portera sur les voix de Judy Garland et Bing Crosby, Irene Dunne ne tournera plus de films musicaux.
En 1936, Irenne Dunne va aborder, avec le film Théodora devient folle, un autre genre qui va la porter au sommet, la Screwball comedy. À l’instar d’autres comédiennes comme Katharine Hepburn, Carole Lombard, Barbara Stanwyck ou Claudette Colbert, Irene Dunne va se trouver parfaitement à l’aise dans la comédie loufoque, sous-genre proche du burlesque opposant les milieux populaires à ceux des plus munis et conçu sur des rythmes effrénés avec une bonne dose d’improvisation.
Après Théodora devient folle, l’actrice renouvelle l’expérience avec succès en compagnie de deux maîtres du genre Cary Grant et le réalisateur Leo McCarey dans Cette sacrée vérité.

## Filmographie

### Cinéma

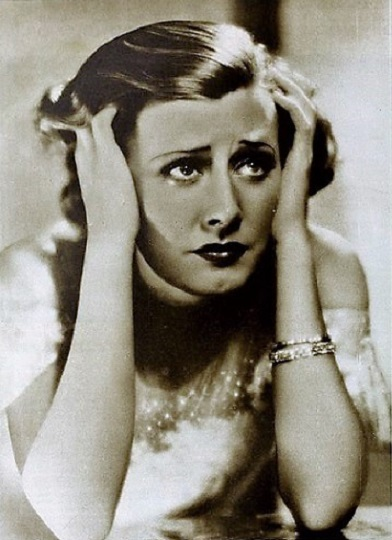
Irene Dunne en 1932.

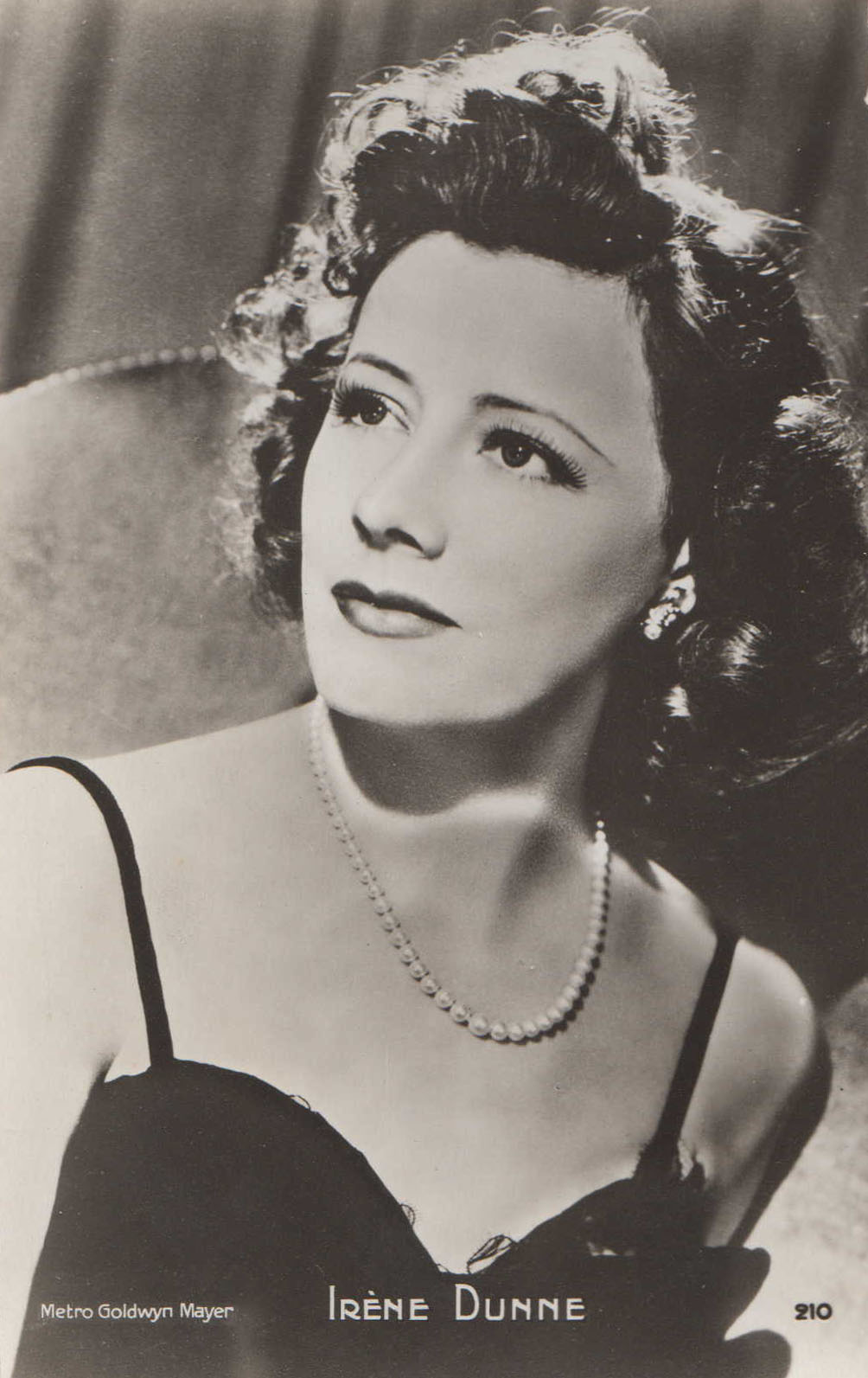
Irene Dunne (1898-1990).

- 1930 : Présentez armes (Leathernecking) d'Edward F. Cline
- 1931 : La Ruée vers l'Ouest (Cimarron) de Wesley Ruggles
- 1931 : Les Bijoux volés (The Slippery Pearls) de William C. McGann
- 1931 : Bachelor Apartment de Lowell Sherman
- 1931 : Le Grand Amour (The Great Lover) de Harry Beaumont
- 1931 : Consolation Marriage de Paul Sloane
- 1932 : L'Âme du ghetto (Symphony of Six Million) de Gregory La Cava
- 1932 : Histoire d'un amour (Back Street) de John M. Stahl
- 1932 : Treize femmes ou Hypnose (Thirteen Women) de George Archainbaud
- 1933 : Sa femme (No Other Woman) de J. Walter Ruben
- 1933 : Le Secret de Madame Blanche (The secret of Madame Blanche) de Charles Brabin
- 1933 : La Chaîne d'argent (The Silver Cord) de John Cromwell
- 1933 : Ann Vickers de John Cromwell
- 1933 : If I Were Free d'Elliott Nugent
- 1934 : This Man Is Mine de John Cromwell
- 1934 : Stingaree de William A. Wellman
- 1934 : The Age of Innocence de Philip Moeller
- 1934 : Un soir en scène (Sweet Adeline) de Mervyn LeRoy
- 1935 : Roberta de William A. Seiter
- 1935 : Le Secret magnifique (Magnificent obsession) de John M. Stahl
- 1936 : Show Boat de James Whale
- 1936 : Théodora devient folle (Theodora goes wild) de Richard Boleslawski
- 1937 : La Furie de l'or noir (High, wide and handsome) de Rouben Mamoulian
- 1937 : Cette sacrée vérité (The Awful Truth) de Leo McCarey avec Cary Grant
- 1938 : Quelle joie de vivre (Joy of living) de Tay Garnett
- 1939 : Elle et lui (Love affair) de Leo McCarey
- 1939 : Invitation au bonheur (Invitation to Happiness) de Wesley Ruggles
- 1939 : Veillée d’amour (When tomorrow comes) de John M. Stahl
- 1940 : Mon épouse favorite (My favourite wife) de Garson Kanin
- 1941 : La Chanson du passé (Penny serenade) de George Stevens
- 1941 : Histoire inachevée (Unfinished business) de Gregory La Cava
- 1942 : Mademoiselle Palmer et son psychiatre (Lady in a Jam) de Gregory La Cava
- 1943 : Un nommé Joe (A guy named Joe) de Victor Fleming avec Spencer Tracy
- 1944 : Les Blanches Falaises de Douvres (The white cliffs of Dover) de Clarence Brown
- 1944 : Coup de foudre (Together again) de Charles Vidor
- 1945 : Over 21 de Charles Vidor
- 1946 : Anna et le Roi de Siam (Anna and the king of Siam) de John Cromwell
- 1947 : Mon père et nous (Life with father) de Michael Curtiz
- 1948 : Tendresse (I remember Mama) de George Stevens
- 1950 : Mon cow-boy adoré (Never a dull moment) de George Marshall
- 1950 : Le Moineau de la Tamise (The Mudlark) de Jean Negulesco
- 1952 : Ça pousse sur les arbres (It grows on trees) de Arthur Lubin

### Télévision
- 1952 : Schlitz Playhouse of Stars (série télévisée) (#1 épisode)
- 1953 : The Jack Benny Program (série télévisée) (#1 épisode)
- 1954 à 1956 : The Ford Television Theatre (série télévisée) (#4 épisodes)
- 1955 : Letter to Loretta (en) (série télévisée) (#2 épisodes)
- 1958 : The Christophers (série télévisée) (#1 épisode)
- 1959 : The DuPont Show with June Allyson (en) (série télévisée) (#1 épisode)
- 1961 : Frontier Circus (en) (série télévisée) (#1 épisode)
- 1962 : Insight (série télévisée) (#1 épisode)
- 1962 : General Electric Theater (série télévisée) (#1 épisode)
- 1962 : Saints and Sinners (série télévisée) (#1 épisode)

## Livres en anglais
- Pursuits of Happiness, Stanley Cavell, Cambridge, Massachusetts, 1981.
- The Runaway Bride: Hollywood Romantic Comedy of the 1930s, Elizabeth Kendall, New York, 1990.
- Irene Dunne: A Bio-Bibliography, Margie Schultz, New York, 1991.
- Irene Dunne: First Lady of Hollywood,, Wes D. Gehring (Lanham, MD: Scarecrow Press, 2003).
- Irene Dunne: a bio-bibliography, Margie Schultz (New York: Greenwood Press, 1991).
- Fast-talking Dames, Maria DiBattista (New Haven, CT: Yale University Press, 2001).

## Distinctions
Dunne a été décrite comme la meilleure actrice n'ayant jamais obtenu d'Oscar. Elle a cependant été nommée à cinq reprises pour l'Oscar de la meilleure actrice :
- La Ruée vers l'Ouest (Cimarron) (1931),
- Théodora devient folle (Theodora goes wild), (1936),
- Cette sacrée vérité (The Awful Truth) (1937),
- Elle et lui (Love affair) (1939),
- Tendresse (I remember Mama) (1948).

Elle a une étoile sur le Hollywood Walk of Fame au 6440 Hollywood Blvd.